# 沈誠 (明鄭總兵)
沈誠（生年不詳—1682年），南明與明鄭時期軍事人物，曾帶領義軍巡防臺南、鹽水港、下營、新營、白河、諸羅山至他里霧，一路安撫、招納懲惡獎善，助民安家墾田，官至總兵。

## 生平事蹟
永曆三十四年（1680年），沈誠抵達東寧充任明鄭監國鄭克𡒉的侍衛總鎮。隔年（1681年）正月，鄭經薨逝，鄭克𡒉奉董太妃之命入內廷議事時被馮錫範、鄭聰等人謀害，沈誠與毛興當時在外守候，驚聞有變即率諸將欲奪門救主，最終沒能救下主人而與眾將悔恨散去。十月，汛北路。永曆三十六年（1682年）八月，汛所發生疾疫，沈誠病歿。